# Aleksander Wiśniewski
Aleksander Wiśniewski (ur. 13 stycznia 2003) – polski koszykarz, występujący na pozycjach rozgrywającego lub rzucającego obrońcy, obecnie zawodnik WKS Śląska Wrocław.
9 czerwca 2022 zawarł trzyletnią umowę z WKS Śląskiem Wrocław.

## Osiągnięcia
Stan na 16 czerwca 2023.

### Drużynowe
Seniorskie
- Wicemistrz Polski (2023)[3]
- Finalista Superpucharu Polski (2022)[4]

Młodzieżowe
- Mistrz Polski juniorów starszych (2021)[5]
- Brązowy medalista mistrzostw Polski:
  - juniorów starszych (2022)[6]
  - juniorów (2018)
  - kadetów (2018, 2019)

### Indywidualne
- Najlepszy Młody Zawodnik PLK (2022)[7]
- MVP mistrzostw Polski juniorów starszych (2021)[5]
- Zaliczony do I składu mistrzostw Polski kadetów (2019)[8]
- Lider strzelców mistrzostw Polski kadetów (2019)[8]

### Reprezentacja
- Mistrz Europy U–16 dywizji B (2019)[9]